# Jake Nava
Jake Nava – brytyjski reżyser wideoklipów i reklam telewizyjnych.
Uznanie zdobył teledyskami takich gwiazd jak Tina Turner, Spice Girls, Britney Spears, The Rolling Stones czy Robbie Williams. W 2007 r. za swoją pracę został wyróżniony nominacją do nagrody MTV Video Music Award dla najlepszego reżysera (za „Beautiful Liar” − Beyoncé and Shakiry).
Jest również związany z produkcją komercyjną reklam telewizyjnych takich marek jak np. Armani, L’Oréal, Deichmann, Puma, Pantene czy Axe.

## Wyreżyserowane teledyski
1994 r.
- Lulu - „Goodbye Baby and Amen"

1995 r.
- Mark Morrison - „Crazy (Remix)”

1996 r.
- Mark Morrison - „Return of the Mack”
- Mark Morrison - „Horny”

1997 r.
- Shola Ama - „You Might Need Somebody”
- Shola Ama - „You're The One I Love”
- The Bee Gees - „Still Waters (Run Deep)”

1998 r.
- 911 - „All I Want Is You”
- Lo Fidelity Allstars featuring Pigeonhed - „Battle Flag”

1999 r.
- Me One - „Old Fashioned”
- Urban Species featuring Imogen Heap - „Blanket”
- Beverley Knight - „Made It Back”
- Beverley Knight - „Greatest Day”
- Shola Ama - „Still Believe”

2000 r.
- Tina Turner - „Whatever You Need”
- Jamelia - „Call Me”
- True Steppers & Dane Bowers feat. Victoria Beckham - „Out Of Your Mind”
- Glamma Kid - „Bills 2 Pay”
- Spice Girls - „Holler”

2001 r.
- Dane Bowers - „Shut Up... And Forget About It”
- Roni Size/Reprazent - „Dirty Beats”
- Blue - „Too Close”
- Victoria Beckham - „Not Such An Innocent Girl”

2002 r.
- Mis-Teeq - „B With Me”
- Ms. Dynamite - „It Takes More”
- Atomic Kitten - „It's OK”
- Atomic Kitten - „The Tide Is High (Get The Feeling)”
- Ms. Dynamite - „Dy-na-mi-tee”
- The Cranberries - „Stars”
- Holly Valance - „Naughty Girl”
- Atomic Kitten - „The Last Goodbye”
- Atomic Kitten - „Be With You”

2003 r.
- Big Brovaz - „OK”
- Mis-Teeq - „Scandalous”
- Lisa Maffia - „All Over”
- Audio Bullys - „Way Too Long”
- Des’ree - „It's Okay”
- Nodesha - „Get It While It's Hot”
- Beyoncé featuring Jay-Z - „Crazy in Love”
- Mis-Teeq - „Can't Get It Back”
- Beyoncé featuring Sean Paul - „Baby Boy”
- 112 featuring Supercat - „Na, Na, Na”
- Blaque - „I'm Good”
- Nodesha - „That's Crazy”
- Kelis - „Milkshake”
- Holly Valance - „State of Mind”

2004 r.
- Kylie Minogue - „Red Blooded Woman”
- Enrique Iglesias featuring Kelis - „Not In Love”
- Beyoncé - „Naughty Girl”
- Natasha Bedingfield - „Single”
- Dido - „Don't Leave Home”
- Usher - „Burn”
- Utada - „Easy Breezy”
- Brandy - „Who Is She 2 U”
- Britney Spears - „My Prerogative”
- Mis-Teeq - „One Night Stand (U.S. Version)”
- Lindsay Lohan - „Rumors”

2005 r.
- Natalie Imbruglia - „Shiver”
- Lindsay Lohan - „Over”
- Destiny’s Child - „Cater 2 U”
- Rooster - „You're So Right For Me”
- System of a Down - „B.Y.O.B.”
- Lindsay Lohan - „First”
- Mariah Carey - „Shake It Off”
- Mariah Carey featuring Jermaine Dupri – „Get Your Number”
- The Rolling Stones - „Streets Of Love”

2006 r.
- Paul Oakenfold featuring Brittany Murphy − „Faster Kill Pussycat”
- George Michael − „An Easier Affair”
- Robbie Williams − „Lovelight”
- P!nk − „Nobody Knows”
- Roll Deep − Badman

2007 r.
- Beyoncé & Shakira − „Beautiful Liar”
- Britney Spears − „Gimme More”

2008 r.
- Beyoncé − „If I Were a Boy”
- Beyoncé − „Single Ladies (Put a Ring on It)”

2009 r.
- Shakira − „She Wolf”

Little Boots − „New in Town”
2014 r.
- Arctic Monkeys - „Arabella”
- Lana Del Rey - „Shades of Cool”